# Alicia Zett
Alicia Zett (bürgerlich Alicia Zimmermann; * 1996) ist eine deutsche Autorin. Ihre Bücher handeln von queeren Themen und Mental Health sowie Fußball, Musik, Schreiben und die Natur. Sie stand mit ihren Büchern bereits mehrfach auf der Spiegel-Bestsellerliste.

## Leben und Wirken
Zett wuchs im südhessischen Gernsheim auf. Sie studierte Film in Dieburg und arbeitet heute nebenberuflich bei einem Fernsehsender. Sie lebt aktuell (Stand 2025) in Köln.
Aus Angst vor Ablehnung versteckte sie ihre queere Identität bis kurz vor ihrem 19. Geburtstag. Nachdem sie dort von ihrem Freundeskreis und ihrer Familie mit aufgeschlossenen Reaktionen überrascht worden war, beschäftigte sie sich mit der LGBTQ+-Community und damit, wie schwer es manchen Menschen fällt, zu ihrer sexuellen Identität zu stehen.
Während ihres Praktikums bei einer Filmproduktionsfirma begann sie 2017 mit dem Schreiben ihres ersten Buches Traumtänzerinnen, das sie 2018 per Self-publishing veröffentlichte. Mit der Idee für ihr zweites Buch Not your type, in dem sich der Trans Mann Fynn in seine Kommilitonin Marie verliebt, bewarb sie sich direkt bei einem Verlag. Sie veröffentlichte ihre Buchreihe Love is queer 2021 beim Droemer Knaur Verlag. Seit 2023 veröffentlicht sie außerdem Jugendbücher beim One-Verlag (Bastei Lübbe)
Seit 2016 veröffentlicht sie Videos auf YouTube, in denen sie über ihr Leben und besonders über queere Themen spricht.

## Publikationen (Auswahl)
- Traumtänzerin. Selbstverlag, 2018, ISBN 978-3-752824681.
- Not your Type. Roman. Knaur, München 2021, ISBN 978-3-426-52677-4.
- Maybe Not Tonight. Roman. Knaur, München 2021, ISBN 978-3-426-52745-0.
- No Place for Us. Roman. Knaur, München 2021. ISBN 978-3-426-52744-3.
- Wie Wellen im Sturm. Jugendbuch. One, Köln 2023, ISBN 978-3-8466-0165-5.
- Wie Melodien im Wind. Jugendbuch. One, Köln 2023, ISBN 978-3-8466-0183-9.
- Wie Farben im Regen. Jugendbuch. One, Köln 2024, ISBN 978-3-8466-0184-6.
- Wer, wenn nicht wir. Roman. Knaur, München 2024, ISBN 978-3-426-52970-6.
- Wer, wenn nicht du. Knaur, München 2025, ISBN 978-3-426-52971-3.

Beiträge
- Nummer fünf. In: Twelve Months of Romance. 12 Monate, 12 Autorinnen, 12 Geschichten. Rowohlt Verlag, 2024, ISBN 978-3-499-01596-0.